# فيري سوردفيش
فيري سوردفيش (بالإنجليزية: Fairey Swordfish)‏، هي طائرة حربية بريطانية أنتجت مصنع فيري أفيشن البريطانية، استعملت من قبل القوات البريطانية ودخلت الخدمة سنة 1939، شاركت الطائرة الحربية فيري سوردفيش ضد القوات الإيطالية في شمال أفريقيا.

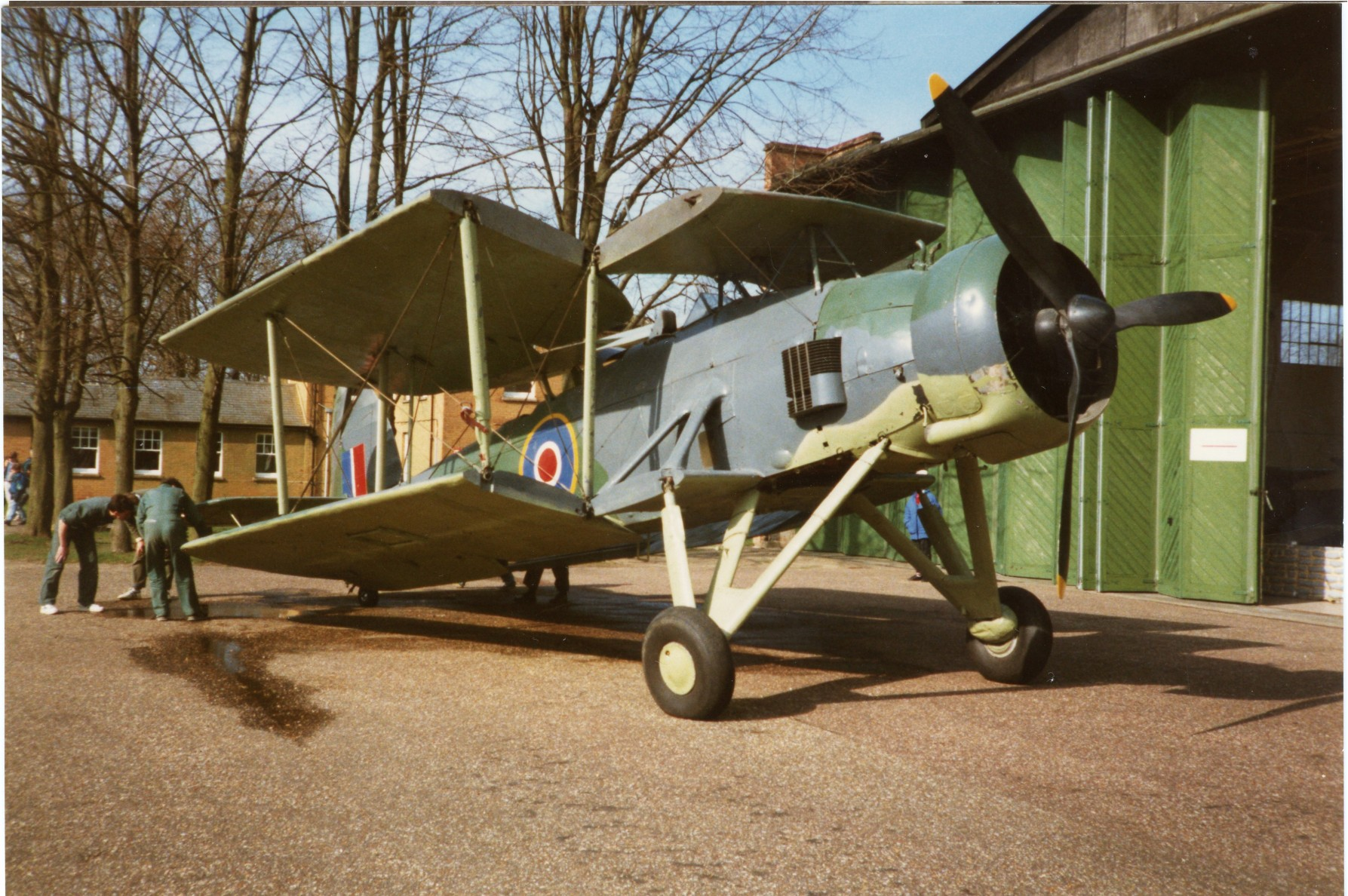
Fairey Swordfish at the متحف الحرب الإمبراطوري دوكسفورد (1980s)

## وصلات خارجية
- Images of Swordfish W5856
- Swordfish Story of the Torpedoing of the Bismarck